# HD 100287
HD 100287，又名CD-28 8928，SAO 179968、HR 4444，是一颗恒星，视星等为5.64，位于銀經282.88，銀緯30.51，其B1900.0坐标为赤經11h 27m 18.9s，赤緯-28° 30.51′ 47″。